# Вила ди Сото (Пистоја)
Вила ди Сото (итал. Villa di Sotto) је насеље у Италији у округу Пистоја, региону Тоскана.
Према процени из 2011. у насељу је живело 20 становника. Насеље се налази на надморској висини од 333 м.